# 완안형
완안형(完顏亨)은 금나라의 왕족이다. 금 태조의 손자이며 완얀 종필의 아들이다.